# Satz über Typenkonvergenz
Der Satz über Typenkonvergenz ist ein Satz der mathematischen Statistik aus dem Teilgebiet der asymptotischen Statistik. Er besagt, dass bei der Konvergenz geeignet normierter Folgen von Zufallsvariablen gegen eine Grenzverteilung die Wahl alternativer Normierungskonstanten zwar die Grenzverteilung ändern kann, dass aber alle Grenzverteilungen, die sich durch unterschiedliche Normierungen ergeben können, denselben Verteilungstyp haben.

## Formulierung und Aussage des Satzes
Im Folgenden ist mit Verteilungsfunktion eine eindimensionale Verteilungsfunktion gemeint. Für eine Verteilungsfunktion {\displaystyle F} bezeichnet {\displaystyle C(F)} die Menge aller Punkte in {\displaystyle \mathbb {R} }, an denen {\displaystyle F} stetig ist. Eine Verteilungsfunktion heißt degeneriert, falls die zugehörige Wahrscheinlichkeitsverteilung eine Einpunktverteilung ist.
Wenn die Zufallsvariable {\displaystyle X_{n}} die Verteilungsfunktion {\displaystyle F_{n}} hat, dann hat die transformierte Zufallsvariable {\displaystyle (X_{n}-a_{n})/b_{n}} mit {\displaystyle a_{n}\in \mathbb {R} } und {\displaystyle b_{n}>0} die Verteilungsfunktion
{\displaystyle F_{n}(a_{n}+b_{n}x)}.
Aussage
{\displaystyle F} und {\displaystyle G} seien nicht-degenerierte Verteilungsfunktionen. Für {\displaystyle n\in \mathbb {N} } seien {\displaystyle F_{n}} Verteilungsfunktionen sowie {\displaystyle a_{n}\in \mathbb {R} } und {\displaystyle b_{n}>0}.
Gilt
{\displaystyle \lim _{n\to \infty }F_{n}(x)=F(x)\quad {\text{für alle }}x\in C(F)}
und
{\displaystyle \lim _{n\to \infty }F_{n}(a_{n}+b_{n}x)=G(x)\quad {\text{für alle }}x\in C(G)\,}
so sind {\displaystyle F} und {\displaystyle G} vom selben Verteilungstyp, d. h. es gibt Zahlen {\displaystyle a\in \mathbb {R} }, {\displaystyle b>0} mit {\displaystyle \lim _{n\to \infty }a_{n}=a},  {\displaystyle \lim _{n\to \infty }b_{n}=b} und
{\displaystyle G(x)=F(a+bx)\quad {\text{für alle }}x\in \mathbb {R} }

## Anwendungen
Die Bedeutung des Satzes besteht darin, dass in der asymptotischen Statistik häufig der Fall auftritt, dass eine Folge reellwertiger Zufallsvariablen {\displaystyle (X_{n})_{n\in \mathbb {N} }} zwar in Verteilung nicht konvergiert oder nur gegen eine Zufallsvariable mit degenerierter Verteilung konvergiert, dass aber bei geeigneter Normierung mit Zahlen {\displaystyle a_{n}\in \mathbb {R} } und {\displaystyle b_{n}>0} für {\displaystyle n\in \mathbb {N} } die Folge der Zufallsvariablen
{\displaystyle Y_{n}:={\frac {X_{n}-a_{n}}{b_{n}}}}
für {\displaystyle n\to \infty } in Verteilung gegen eine Zufallsvariable mit nicht-degenerierter Verteilungsfunktion konvergiert. Die Konvergenz in Verteilung ist für eine Folge von Zufallsvariablen dabei durch die im Satz verwendete Konvergenz der Verteilungsfunktionen an allen Stetigkeitsstellen der Grenzverteilung definiert. Die Frage, ob durch die Wahl unterschiedlicher Folgen von Normierungskonstanten wesentlich unterschiedliche Grenzverteilungen erreicht werden können, wird durch den Satz von der Typenkonvergenz insofern beantwortet, dass alle auftretenden nicht-degenerierten Grenzverteilungen denselben Verteilungstyp haben.
Zwei wichtige Anwendungsgebiete sind
- die Konvergenz einer geeignet normierten Summe stochastisch unabhängiger und identisch verteilter Zufallsvariablen gegen einen stabilen Verteilungstyp (einschließlich des Normalverteilungstyps für Zufallsvariablen mit endlicher Varianz) und
- die Konvergenz des  geeignet normierten Maximums oder Minimums stochastisch unabhängiger und identisch verteilter Zufallsvariablen gegen den Verteilungstyp einer Extremwertverteilung.

Beispiele
{\displaystyle (X_{n})_{n\in \mathbb {N} }} sei eine Folge normalverteilter Zufallsvariablen und {\displaystyle Z} sei eine standardnormalverteilte Zufallsvariable.
- Für {\displaystyle X_{n}\sim \mathrm {N} (n,n^{2})} konvergiert  {\displaystyle (X_{n}-n)/n} in Verteilung gegen {\displaystyle Z}.
- Für {\displaystyle X_{n}\sim \mathrm {N} (1/n,n^{2})} konvergiert  {\displaystyle (X_{n}-1/n)/n} in Verteilung gegen {\displaystyle Z}.
- Für {\displaystyle X_{n}\sim \mathrm {N} (n,n^{-2})} konvergiert  {\displaystyle n(X_{n}-n)} in Verteilung gegen {\displaystyle Z}.
- Für {\displaystyle X_{n}\sim \mathrm {N} (1/n,n^{-2})} konvergiert  {\displaystyle n(X_{n}-1/n)} in Verteilung gegen {\displaystyle Z}.

Die Folge {\displaystyle (X_{n})_{n\in \mathbb {N} }} konvergiert in den ersten drei Fällen nicht gegen eine Grenzverteilung und konvergiert  im vierten Fall gegen eine Einpunktverteilung an der Stelle Null. In allen vier Fällen können durch eine andere Wahl von Konstanten nur Normalverteilungen als nicht-degenerierte Grenzverteilungen erreicht werden, wobei alle Normalverteilungen zum selben Verteilungstyp gehören.